# Jamal Cain
Hasen Jamal Cain, né le 20 mars 1999 à Pontiac dans le Michigan, est un joueur américain de basket-ball évoluant au poste d'ailier voire d'ailier fort.

## Biographie
En octobre 2022, il signe un contrat two-way en faveur du Heat de Miami. En août 2023, son contrat two-way est renouvelé.
En juillet 2024, il signe un contrat two-way avec les Pelicans de La Nouvelle-Orléans.

## Palmarès
- Champion de la Conférence Est en 2023 avec le Heat de Miami.